# Ioan Arhip
Ioan Arhip, romunski general, * 1890, † 1980.